# Agrioceros hypomelas
Agrioceros hypomelas är en fjärilsart som beskrevs av Alexey Nikolaievich Diakonoff 1966. Agrioceros hypomelas ingår i släktet Agrioceros och i  familjen Ethmiidae. Inga underarter finns listade i Catalogue of Life.